# Piper tuberculatum
Piper tuberculatum är en pepparväxtart som beskrevs av Nikolaus Joseph von Jacquin. Piper tuberculatum ingår i släktet Piper och familjen pepparväxter. Utöver nominatformen finns också underarten P. t. minus.